# Новицький Максиміліан
Максиміліа́н Си́ла-Нови́цький (пол. Maksymilian Siła Nowicki; 9 жовтня 1826 — 30 жовтня 1890) — галицький науковець-натураліст, за національністю поляк. Впродовж всього життя займався ентомологією, спелеологією, ґеологією, іхтіологією, теріологією та природоохоронною справою. Автор першого у світі закону про охорону природи, який був прийнятий Галицьким Сеймом у 1868 році. Опублікував низку праць, з яких найвизначнішими є Каталог метеликів Галичини (1868), Атлас риб галицьких річок (1889) а також підручник із зоології у трьох томах: «Ссавці», «Птахи, плазуни і риби», «Безхребетні» (1868—1869). Кавалер Ордена Залізної Корони III ступеня (1888).

## Молоді роки
Народився Максиміліан Сила-Новицький 9 жовтня 1826 року у селі Яблунові Коломийського повіту (тепер Косівський район Івано-Франківської області) в родині дрібного зубожілого шляхтича Фелікса Новицького, що був лісничим панських лісів Яблунова. Дитинство Максиміліана проходило в його рідному селі, де він закінчив початкову школу, і батьки відправили його на навчання до Львова в Академічну гімназію, яку він успішно закінчив у 1846 році. Наступні два роки він вивчає додатковий курс філософії і в 1848 році вступає на юридичний факультет Львівського університету. Проте Максиміліан Новицький змушений був перервати своє навчання, оскільки підпав під переслідування австрійської влади за участь у маніфестаціях, що розгорілися в часи Весни Народів. У той час по всій Австро-Угорській Імперії прокотилася хвиля мітингів і заворушень з вимогами демократизації монархії та надання широких прав і свобод національним меншинам, але після розгону австрійською армією, в червні 1948 року, мітингів у Відні, по всій Імперії розпочалися репресії.

## Тернопільський період життя
Новицький поспішно покидає Львів, утікаючи в м. Броди, де працював заступником учителя місцевої народної школи, але обставини змусили його покинути Броди і перебратися до невеликого села Плотичі на Тернопіллі, де працював учителем тривіальної школи). Саме в Бродах у нього з'явилася схильність до природничих наук, власне зацікавив його цим місцевий лікар Й. Деккер, який колекціонував гербарії. А вже в Плотичі Максиміліан Новицький активно збирав гербарії для навколишніх сільських шкіл і зацікавився ентомологією. Свої натуралістичні студії в наукове русло він спрямував завдяки колекціям і науковій літературі Тернопільської гімназії, якими він значною мірою скористався. Не маючи можливості поновити навчання в університеті, він у 1850 році складає іспит на вчителя молодших класів і продовжує вчителювати.

## Львівський період життя
Згодом, у 1852 році, Галицька шкільна влада переводить його до Самбірської гімназії, що на Львівщині. Робота в гімназії дала можливість Максиміліану Силі-Новицькому активніше займатися науковими дослідженнями, а близькість до Львова — активну співпрацю з відомим меценатом і філантропом Володимиром Дідушицьким та його музеєм (нині Музей імені Дідушицьких). Завдяки сприянню останнього, в 1854 році у Львові він складає нижчий, а 1857 року вже у Відні складає вищий іспит педагогічний із природничих наук, завдяки чому одержує право у 1858 році перейти на викладацьку роботу до своєї рідної Львівської академічної гімназії. Саме тут він дуже активно розпочинає займатися ентомологією, видаючи в 1860 році каталог метеликів Східної Галичини. За часів вчителювання у Львові, здійснює цілу низку експедицій і туристичних походів Карпатами, Покуттям, Поділлям та Передкарпаттям, цікавився спелеологією та геологією. Активно займався туризмом. Маючи хороший фактичний матеріал з ентомології, він готує та захищає в 1863 році дисертацію доктора філософії у Львівському Університеті, й одержує запрошення очолити кафедру зоології в Ягеллонському університеті у Кракові.

## Краківський період життя
У Кракові Максиміліан Новицький одружується із сестрою відомого правника, а згодом ректора Яґеллонського Університету Франциска Каспарика, Антоніною, з якою в нього було шестеро дітей — два сини: Франциск Генрік (відомий польський політичний діяч і поет) та Владислав, і чотири доньки: Кароліна, Яніна, Ванда і Ядвіґа.
У 1865 році у Львові він публікує наступну свою працю «Метелики Галичини», а в 1868 «Переліки татранських метеликів». Саме за зборами Максиміліана Новицького в басейні Черемошу, де він знайшов Аполлона, в сучасній Червоній книзі України і вказується поширення цього рідкісного і вимираючого метелика. Тоді ж активно працює над підручником із зоології для шкіл та гімназій, який виходить у трьох томах: «Ссавці», «Птахи, плазуни і риби», «Безхребетні» (1868—1869), саме в цьому підручнику вперше матеріал подавався згідно з теорією еволюції Чарльза Дарвіна. Окрім підручника зоології Максиміліан Новицький видав кілька моноґрафій, присвячених Бабакам, Сарнам, Рибам Дніста і Пруту та іншим представникам фауни.
Максиміліан Сила-Новицький був членом Краківського Наукового Товариства, яке пізніше (в 1872-му) перетворилося в Академію Наук і Письма. Він активно пропагував охорону природи, у зв'язку з чим виступив зі зверненням до Галицького Сейму в 1868 році про охорону бабаків і козиць у Татрах. Сейм підтримав Новицького і видав перший у світі акт про охорону тварин, що вступив у дію із середини 1869 року. На честь прийняття закону, Новицький власним коштом встановив залізний хрест на Ваксмундській Поляні в Татрах (1373 м над морем). А вже в 1873 році разом зі сподвижниками розпочав роботу над статутом Галицького Татранського Товариства, яке згодом перейменоване в Татранське Товариство. З його ініціативи й під патронатом Татранського Товариства засновується Природничий музей у Кузніцах (Польща), а згодом переноситься в Круповки (Польща), але пожежа 1900 року вщент знищила всі колекції.
З 1875 року розпочинає активно цікавитись іхтіологією, окрім описів фауни риб, розробляє методи розведення, організації рибних господарств та зарибнення водойм. Зокрема до його розробок належить й інкубатор для запліднення і виведення ікри. Завдяки цій розробці він зумів виростити лосося та навесні 1879 року зарибнити ним Віслу біля Кракова, а пізніше й ріку Білу під Тернополем. А 13 липня 1879 року взяв участь у з'їзді рибалок і став співзасновником Крайового рибальського товариства, президентом якого й був обраний одноголосно. Товариство проіснувало до 1950 року. В 1880 році публікує працю присвячену рибам Вісли і Галичини з погляду рибальства. У 1887 за його клопотання прийнято нове рибальське законодавство, у 1888 році провів картографування розповсюдження риб в Галичині, а в 1889 році видав атлас риб Галицьких річок: Вісли, Стиру, Дністра і Пруту.
Помер Максиміліан Сила-Новицький 30 жовтня 1890 року у віці 64-х років у Кракові.

## Наукові праці
- Nowicki M. Verzeichniss galizischer Käfer // Beitrage zur Insektenfauna Galiziens. — Krakow, 1873. — S. 7-52;
- Nowicki M. Coleopterologisches öber Ostgalizien // Program d. Obergymnasiums in Sambor. — Lemberg, 1858. — s. 1-24;
- Nowicki M. Przyczynek do owadniczej fauny Galicyi. — Krakow, 1864. — 69 s.

## Пам'яті вченого-натураліста
Світлій пам'яті вченого і натураліста, у 1898 році, в Кракові над Віслою було встановлено обеліск, а в 1971 році в Музеї Рільництва в Шреняві (Польща) бронзове погруддя. За клопотанням польської діаспори Покуття та Станиславова, у 2005 році в рідному селі Новицького — Яблуневі, встановлено меморіальний знак у 115 роковини пам'яті від смерті, з написом українською та польською мовами: «Максиміліан Сила-Новицький 1826—1890, зоолог, ентомолог, іхтіолог, професор Яґелонського Університету, уродженець Яблунева. Від мешканців Покуття та родичів у краї. Н. Е. 2005».